# تارووس (قمر)
تارووس (به انگلیسی: Tarvos)، یا زحل XXIاز قمرهای موافق‌گرد و نامنظم سیاره زحل است. این قمر توسط جان جی. کاوه‌لارس و همکارانش در ۲۳ سپتامبر سال ۲۰۰۰ کشف شد و به آن نام موقت اس/۲۰۰۰ اس ۴ داده شد. در اوت سال ۲۰۰۳
به نام تارووس، خدایی که به صورت گاو نری که سه درنا را بر پشت‌اش حمل می‌کند از اساطیر گولی نامگذاری شد.
تارووس حدود۱۵ کیلومتر قطر دارد (سپیدایی فرضی = ۰٫۰۴)؛ و با متوسط مدار۱۸ میلیون کیلومتر و دوره۹۲۶ روز دور زحل می‌چرخد. این قمر بیشترین خروج از مرکز مداری اطراف زحل را دارد.
این قمر عضوی از گروه گالی قمرهای نامنظم است.
به علت چرخش مشابه و نشان دادن نور سرخ‌رنگ مشابه عقیده بر این است که تارووس ممکن است حاصل شکستن یک قمر معمولی بوده یا بخشی از البیاریکس باشد.